# George Chinnery
George Chinnery, né le 5 janvier 1774 et mort le 30 mai 1852 et un peintre anglais qui passa l’essentiel de sa vie en Asie, notamment en Inde et en Chine.

## Crédit d'auteurs
- (en) Cet article est partiellement ou en totalité issu de l’article de Wikipédia en anglais intitulé « George Chinnery » (voir la liste des auteurs).